# Bcharré
 (mai 2015).
Si vous disposez d'ouvrages ou d'articles de référence ou si vous connaissez des sites web de qualité traitant du thème abordé ici, merci de compléter l'article en donnant les références utiles à sa vérifiabilité et en les liant à la section « Notes et références ».
Bcharré (بشري) ou Bécharré est un village du nord du Liban.

## Histoire
Dans l'Antiquité, Bcharré était un village phénicien, où l'on exploitait le bois du cèdre. Dès le VIIe siècle, les chrétiens maronites qui fuyaient la persécution grandissante à leur égard, notamment en Syrie, ont été attirés par ses terrains montagneux et accidentés difficiles d'accès. Les chevalier croisés l'appelèrent Buissera, et elle devint le centre spirituel des maronites.
Les Bcharriotes ont un accent marqué quand ils parlent l'arabe, car ils utilisaient récemment encore l'araméen (Syriaque), qui est par ailleurs la langue liturgique maronite. 
Saint Charbel est né à Bekaa Kafra, un village près de Bcharré.
Le père Antonios Tarabay a vécu dans la vallée de Qadisha, au monastère de Mar Lishaa.
Durant la guerre civile libanaise, Bcharré était un bastion de la résistance chrétienne.

## Géographie

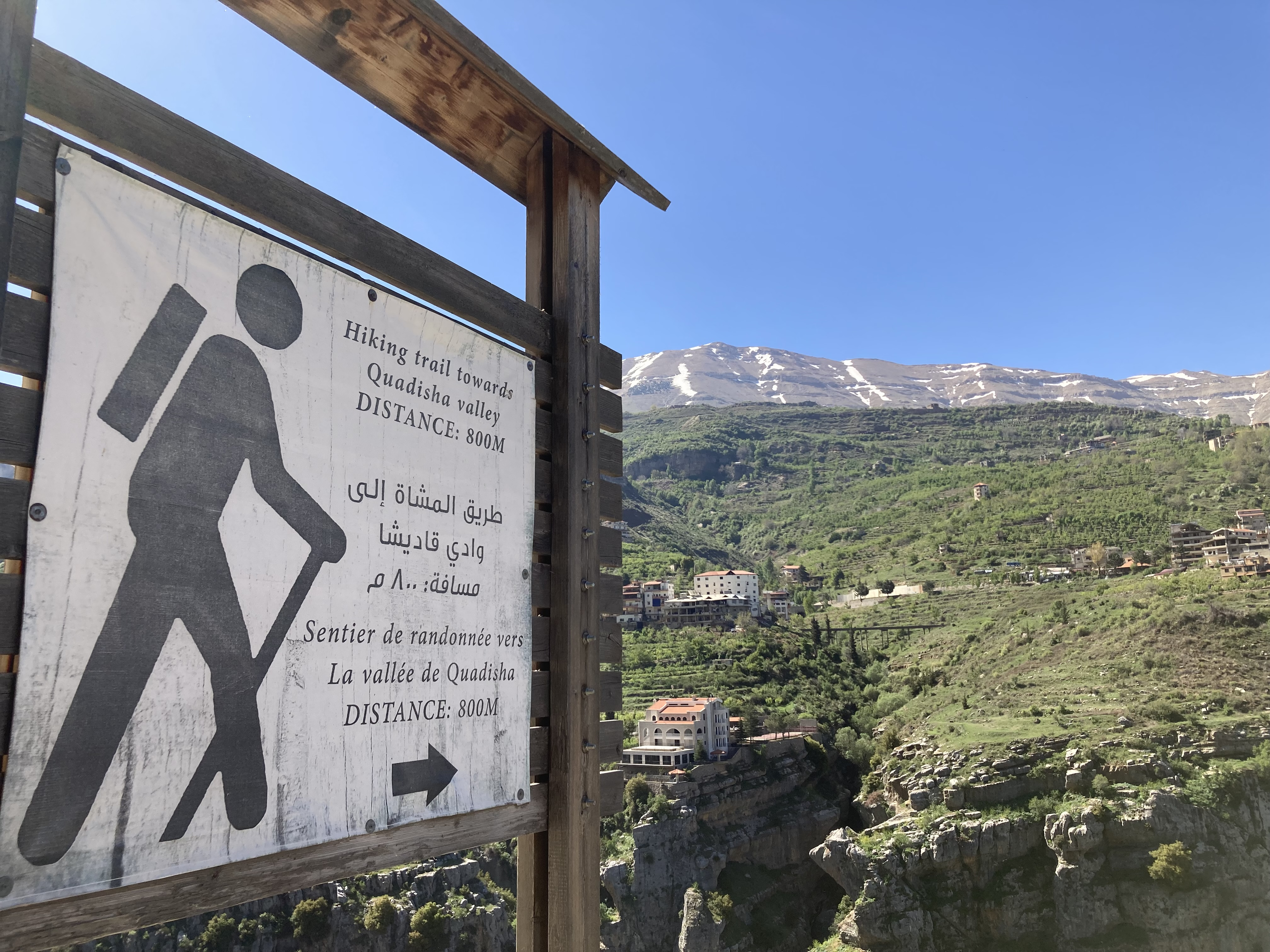
Signalétique vers le LMT et la vallée sainte de Qadisha.

La ville est accessible par la route depuis Batroun et Baalbek via le col d'Aïnata ainsi qu'en avion via l'aérodrome d'Arz.
Le village de Bcharré est situé dans les montagnes du Mont Liban à 1400 m d'altitude, au fond de la vallée de la Qadisha. Le village est notamment célèbre pour sa forêt des Cèdres de Dieu (forêt millénaire située sur les hauteurs du village, appelée El Arz, en arabe) ainsi que pour sa station de ski alpin, de ski de fond et de parapente l'été.
Il est aussi possible d'y visiter le musée consacré au peintre et poète Khalil Gibran, où sont exposées ses toiles, sa tombe, qui s'y trouve adossée, et une tombe phénicienne située à proximité.
La grotte de Qadisha qui surplombe la vallée de Qadisha est un autre site touristique. Elle est accessible après vingt minutes de marche sur un chemin étroit.
Le sentier de longue randonnée « Lebanon Mountain Trail (LMT) » qui parcourt le Mont Liban fait étape à Bcharré.

## Personnalités
- Gibran Khalil Gibran, né en 1883, poète, peintre et sculpteur
- l'évêque Philip Chobeaa (qui a fait des changements à Bcharré)
- Peter Chobeaa (le fondateur du mouvement charismatique au Liban)
- Charbel Makhlouf
- Vénus Khoury-Ghata y passa une partie de sa jeunesse
- Antonios Tarabay, moine maronite, y vécut
- la famille du docteur Samir Geagea, leader chrétien maronite qui s'est fait connaître pendant la guerre civile libanaise, est originaire de Bcharré.
- Francis Lalanne, poète et chanteur français, dont les grands-parents maternels [Mansour > Manzor] étaient originaires de Bcharré.
- Hoda Barakat (1952-), écrivaine.